# 山下亜文
山下 亜文（やました あもん、1996年4月5日 - ）は、石川県加賀市出身の元プロ野球選手（投手、外野手）。左投左打。NPBでは育成選手であった。

## 経歴

### プロ入り前
小学校1年生から「片山津少年野球クラブ」4年生から「金沢リトルリーグ」に所属、中学生時代は「小松加賀リトルシニア」に所属していた。
小松大谷高校3年生時の6月に行われた北信越大会の1回戦に登板、7回2失点の成績で打席では適時三塁打を放った。夏の甲子園・石川大会では決勝戦で先発登板、8回まで岩下大輝を擁する星稜高校を2安打無得点に抑え、チームは9回の表終了時に8点をリードしていたが、裏の守備で足がつり2失点したところで降板、交代した投手も星稜打線に失点を重ね、チームはこの回9失点でサヨナラ負けを喫し敗退した。
2014年10月23日に行われたプロ野球ドラフト会議で福岡ソフトバンクホークスに育成選手ドラフト3巡目で指名され、支度金300万円、年俸270万円 （金額は推定）で契約合意し入団した。背番号は「128」。

### ソフトバンク時代
2015年から3年間支配下登録選手への移行はなく、2017年10月31日、育成選手制度の規定に基づき自由契約公示された。11月10日、同月25日から台湾で開催される2017アジアウインターベースボールリーグにおいて、NPBウエスタン選抜に追加招集された。12月6日、翌シーズンの育成選手契約締結が発表された。
2018年10月29日に球団から戦力外通告を受け、10月31日に育成選手保有名簿から外れて自由契約となった。11月13日に12球団合同トライアウト（HAWKSベースボールパーク筑後にて）を受験した。
ソフトバンクでは主に三軍の試合に登板し、二軍の公式戦では通算登板3試合、勝敗・セーブなし、防御率7.71の成績であった。

### 巨人時代
2018年の12球団合同トライアウトで興味を示された読売ジャイアンツへの入団テストを受験して合格し、11月23日に育成選手契約を締結した。背番号は「024」、年俸は300万円（推定）と決まった。
2019年も支配下登録選手に昇格することなく、10月1日に球団から戦力外通告を受けた。10月31日に育成選手保有名簿から外れて自由契約となった。

### 社会人野球時代
2020年、同年1月より活動を開始した沖縄県の社会人野球クラブチームであるシンバネットワークアーマンズベースボールクラブに加入した。先発投手として初年度の都市対抗大会九州2次予選進出に貢献した。
2021年より外野手に転向した。
2022年限りで退団した。

## 選手としての特徴
高校生時で直球の最速は143km/h。変化球の持ち球はスライダー、カーブ、チェンジアップ。

## 詳細情報

### 年度別投手成績
- 一軍公式戦出場なし

### 背番号
- 128 （2015年 - 2018年）
- 024 （2019年）

### 代表歴
- 2017アジアウインターベースボールリーグ：NPBウエスタン選抜[9]